# ゴールドヘイロー
ゴールドヘイロー（Gold Halo、1997年4月16日 - 不明） は日本の競走馬、種牡馬。現役時代は目立った活躍を見せることはできなかったが、種牡馬としては札幌記念など中央重賞4勝、香港カップ2着などの活躍を見せたトウケイヘイローや、地方競馬で実績を挙げる競走馬を多く輩出した。日本競馬では大変珍しい、良血の未活躍馬の種牡馬成功例である。

## 競走馬時代
サンデーサイレンスの産駒はそのほとんどが賞金レベルの高い中央競馬でデビューしていたが、本馬は地方競馬の大井競馬場にてデビューしたことで注目を集めた。
すべての競走で宮浦正行が騎手を務めた。3歳となった1999年12月に行われた新馬戦でのちの重賞優勝馬コアレスハンターに 3馬身差を付けて勝利を挙げ、4歳となった2000年は重賞の京浜盃こそ10着に敗れたが、その後条件戦を3連勝している。馬齢表記が変わり新4歳となった2001年は3戦1勝。結局条件クラスでの引退となった。終始脚もとのようすを見ながら出走させる状態が続いた、脚部不安に泣いた競走馬生活であった。

## 競走成績
以下の内容は、netkeiba.com、JBISサーチ、地方競馬全国協会 に基づく。
| 年月日     | 競馬場 | 競走名                 | 格   | 距離（馬場）  | 頭数 | 枠番 | 馬番 | （人気） | 着順 | タイム（上り3F） | 着差 | 騎手     | 斤量 （kg） | 勝ち馬/（2着馬）       |
| ---------- | ------ | ---------------------- | ---- | ------------- | ---- | ---- | ---- | -------- | ---- | ---------------- | ---- | -------- | ----------- | ---------------------- |
| 1999.12.27 | 大井   | 3歳新馬                |      | ダ1000m（良） | 11   | 8    | 11   | 0（1人） | 1着  | 1:01.4 (37.4)    | -0.6 | 宮浦正行 | 53          | （コアレスハンター）   |
| 2000.02.01 | 大井   | 京浜盃                 |      | ダ1700m（良） | 13   | 6    | 10   | 0（4人） | 10着 | 1:50.5 (40.7)    | -1.8 | 宮浦正行 | 55          | アイアイストリート     |
| 0000.05.07 | 大井   | 4歳                    |      | ダ1600m（良） | 9    | 1    | 1    | 0（2人） | 1着  | 1:43.5 (38.5)    | -0.9 | 宮浦正行 | 54          | （スクオールグラス）   |
| 0000.06.03 | 大井   | マーガレット特別       |      | ダ1700m（稍） | 14   | 8    | 14   | 0（1人） | 1着  | 1:49.4 (38.7)    | -0.6 | 宮浦正行 | 54          | （ダイワスキー）       |
| 0000.12.31 | 大井   | ゴールデンジュビリー賞 | C1   | ダ1700m（良） | 13   | 4    | 4    | 0（1人） | 1着  | 1:49.9 (38.5)    | -0.8 | 宮浦正行 | 55          | （オリオンザエンペリ） |
| 2001.01.15 | 大井   | 初凪賞                 | B3二 | ダ1700m（稍） | 12   | 8    | 11   | 0（1人） | 4着  | 1:49.1 (38.1)    | -0.9 | 宮浦正行 | 55          | ロイヤルサンサン       |
| 0000.02.26 | 大井   | フリーウェイ賞         | B3一 | ダ1700m（良） | 13   | 8    | 12   | 0（1人） | 3着  | 1:49.5 (40.2)    | -0.3 | 宮浦正行 | 55          | テイエムアトレ         |
| 0000.05.10 | 大井   | 緑風賞                 | B3二 | ダ1600m（重） | 14   | 7    | 11   | 0（1人） | 1着  | 1:41.3 (39.3)    | -0.6 | 宮浦正行 | 55          | （タケルナパーク）     |

## 種牡馬時代
競走馬引退後の2004年から北海道三石郡三石町（現在の新ひだか町）の中村畜産で種牡馬となる。2005年は85頭、2006年は90頭に種付けを行った。
2007年に初年度産駒がデビュー。地方競馬では5月30日に旭川競馬場でモエレプットが、中央競馬では10月13日に東京競馬場でアポロラムセスが、それぞれ産駒の初勝利を挙げた。モエレプットはエーデルワイス賞で2着となっている。
産駒が高い勝ち上がり率を記録し、地方競馬では2008年に2歳部門のチャンピオンサイアーとなり、2歳・3歳戦を中心に重賞勝ち馬を輩出した。中央競馬ではトウケイヘイローが2013年ダービー卿チャレンジトロフィーに優勝し、重賞初優勝。
2009年には種付け頭数が100を超えた が、2010年から一転減少。2012年1月31日、中村畜産から浦河町の日高スタリオンステーションに移動した。
2016年からはイーストスタッドで繋養されることになったが、2017年8月22日に供用が停止され転売不明となっている。

### 主な産駒
- 2005年産
  - モエレカトリーナ（紫苑ステークス）
- 2006年産
  - チョットゴメンナ（平和賞[11]、2008年サンライズカップ）
  - ギオンゴールド[5]（九州ジュニアグランプリ、花吹雪賞、ル・プランタン賞、荒尾ダービー、九州ダービー栄城賞[12]、荒炎賞）
  - モエレエターナル（ニューイヤーカップ[4][13]、ユングフラウ賞）
  - エイガゴールド（華月賞）
  - モエレビクトリー（道営記念）
  - マサノウイズキッド（特徴ある外見から注目された[14]）
- 2007年産
  - ゴールドセント（飛燕賞）
  - カネマサゴールド（赤レンガ記念）
  - モエレジュンキン（宝満山賞）
- 2008年産
  - モエレフウウンジ（イノセントカップ、ブリーダーズゴールドジュニアカップ）
  - ビューティーリヨ（王冠賞[15]）
- 2009年産
  - トウケイヘイロー（札幌記念、ダービー卿チャレンジトロフィー、鳴尾記念、函館記念、サマー2000シリーズチャンピオン[16]）
  - ゴールドメダル（イノセントカップ、ニューイヤーカップ[4]。2011年度NARグランプリ2歳最優秀牡馬[17]）
  - ヒロカミヒメ（金の鞍賞、黒潮菊花賞）
  - アグリノキセキ（福山弥生賞、福山ダービー[18]）
- 2010年産
  - ゴールドペンダント（大観峰賞、耶馬溪賞、サイネリア賞、黒髪山賞）
  - エイシンルンディー（ジュニアクラウン、ル・プランタン賞）
- 2011年産
  - アイスカチャン（あやめ賞）
- 2012年産
  - ハナノパレード（駿蹄賞、スプリングカップ、名古屋でら馬スプリント）
- 2013年産
  - ソウダイショウ（九州ジュニアチャンピオン）
  - ドンプリムローズ（カペラ賞、天山賞、花吹雪賞、ル・プランタン賞、九州ダービー栄城賞、ロータスクラウン賞）
  - スマイルプロバイド（園田クイーンセレクション）
- 2014年産
  - ナチュラリー（兵庫若駒賞、兵庫ゴールドカップ、園田ウインターカップ、兵庫ゴールドカップ、園田ウインターカップ）
- 2016年産
  - グローリアスライブ（留守杯日高賞）

### ブルードメアサイアーとしての主な産駒
- 2015年産
  - コパノキッキング（東京盃、根岸ステークス、カペラステークス2回、リヤドダートスプリント）

## 血統表
| ゴールドヘイローの血統                            | ゴールドヘイローの血統                   | ゴールドヘイローの血統                   | （血統表の出典）                         | （血統表の出典） |
| 父系                                              | サンデーサイレンス系                     | サンデーサイレンス系                     | サンデーサイレンス系                     | [ § 2 ]          |
| 父 *サンデーサイレンス Sunday Silence 1986 青鹿毛 | 父の父Halo 1969 黒鹿毛                   | Hail to Reason                           | Turn-to                                  | Turn-to          |
| 父 *サンデーサイレンス Sunday Silence 1986 青鹿毛 | 父の父Halo 1969 黒鹿毛                   | Hail to Reason                           | Nothirdchance                            |                  |
| 父 *サンデーサイレンス Sunday Silence 1986 青鹿毛 | 父の父Halo 1969 黒鹿毛                   | Cosmah                                   | Cosmic Bomb                              | Cosmic Bomb      |
| 父 *サンデーサイレンス Sunday Silence 1986 青鹿毛 | 父の父Halo 1969 黒鹿毛                   | Cosmah                                   | Almahmoud                                |                  |
| 父 *サンデーサイレンス Sunday Silence 1986 青鹿毛 | 父の母Wishing Well 1975 鹿毛             | Understanding                            | Promised Land                            | Promised Land    |
| 父 *サンデーサイレンス Sunday Silence 1986 青鹿毛 | 父の母Wishing Well 1975 鹿毛             | Understanding                            | Pretty Ways                              |                  |
| 父 *サンデーサイレンス Sunday Silence 1986 青鹿毛 | 父の母Wishing Well 1975 鹿毛             | Mountain Flower                          | Montparnasse                             | Montparnasse     |
| 父 *サンデーサイレンス Sunday Silence 1986 青鹿毛 | 父の母Wishing Well 1975 鹿毛             | Mountain Flower                          | Edelweiss                                |                  |
| 母 *ニアーザゴールド Near the Gold 1991 黒鹿毛    | 母の父Seeking the Gold 1985 鹿毛         | Mr. Prospector                           | Raise a Native                           | Raise a Native   |
| 母 *ニアーザゴールド Near the Gold 1991 黒鹿毛    | 母の父Seeking the Gold 1985 鹿毛         | Mr. Prospector                           | Gold Digger                              |                  |
| 母 *ニアーザゴールド Near the Gold 1991 黒鹿毛    | 母の父Seeking the Gold 1985 鹿毛         | Con Game                                 | Buckpasser                               | Buckpasser       |
| 母 *ニアーザゴールド Near the Gold 1991 黒鹿毛    | 母の父Seeking the Gold 1985 鹿毛         | Con Game                                 | Broadway                                 |                  |
| 母 *ニアーザゴールド Near the Gold 1991 黒鹿毛    | 母の母*ニヤー Near 1985 栗毛             | Northern Dancer                          | Nearctic                                 | Nearctic         |
| 母 *ニアーザゴールド Near the Gold 1991 黒鹿毛    | 母の母*ニヤー Near 1985 栗毛             | Northern Dancer                          | Natalma                                  |                  |
| 母 *ニアーザゴールド Near the Gold 1991 黒鹿毛    | 母の母*ニヤー Near 1985 栗毛             | Far                                      | Forli                                    | Forli            |
| 母 *ニアーザゴールド Near the Gold 1991 黒鹿毛    | 母の母*ニヤー Near 1985 栗毛             | Far                                      | Foresser                                 |                  |
| 母系(F-No.)                                       | ラトロワンヌ系(FN:1-s)                   | ラトロワンヌ系(FN:1-s)                   | ラトロワンヌ系(FN:1-s)                   | [ § 3 ]          |
| 5代内の近親交配                                   | Almahmoud 4×5、Native Dancer 5･5（母内） | Almahmoud 4×5、Native Dancer 5･5（母内） | Almahmoud 4×5、Native Dancer 5･5（母内） | [ § 4 ]          |
| 出典                                              | 1. 2. 3. 4.                              | 1. 2. 3. 4.                              | 1. 2. 3. 4.                              | 1. 2. 3. 4.      |

- 半兄に2001年の函館記念を制したロードプラチナム（父トニービン）がいる[3][4][5]。
- そのほかの近親はリーガルグリーム#主要なファミリーラインを参照。